# エリミネーション・チェンバー・マッチ

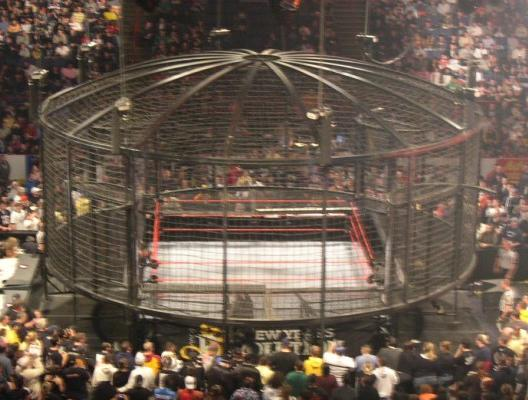
エリミネーション・チェンバー・マッチ

エリミネーション・チェンバー・マッチ（Elimination Chamber Match）は、アメリカのプロレス団体WWEで行われるさまざまな試合形式のうちの一つである。エリック・ビショフが考案。

## 概要
3.2kmの鎖、総重量10tの鋼鉄を編みこんだ直径11m、高さ5mの金網の中に4つのガラスで出来た小部屋とリングが存在する中で行われる。基本的に6人で行われる試合形式で、最初に2人がリングで戦い他の4人はガラスの小部屋に閉じ込められて待機する。試合開始5分経過後は、ランダムでガラスの小部屋で待機していたレスラーが5分間隔で1人ずつ開放され試合に加わる。フォール、ギブアップで退場となり、最後まで残ったレスラーが勝者となる。
2018年のエリミネーション・チェンバー第8回大会より、女性レスラーも試合が行われるようになった。
また同年、初の7人によるチェンバー戦が行われたが、小部屋が追加出来ない為、4人が小部屋で待機する点は変わらず、リング上に3人がいる3WAY戦の状態で試合が開始された。2023年まではどちらかの王座をかけたタイトルマッチとして行われていたが2024年からは次のPLEレッスルマニアで前PLEロイヤルランブル優勝者が挑戦しない方の王座挑戦者決定戦として行われている。

## 試合結果一覧

### 2002年11月17日Survivor Series 2002
世界ヘビー級王座戦
トリプルH(c) vs クリス・ジェリコ vs ケイン vs ブッカー・T vs ロブ・ヴァン・ダム vs ショーン・マイケルズ○
（ショーン・マイケルズが世界ヘビー級王座を奪取）
| 退場順 | スーパースター       | 入場順 | 退場させたスーパースター |
| 1      | ロブ・ヴァン・ダム   | 1      | ブッカー・T              |
| 2      | ブッカー・T          | 4      | クリス・ジェリコ         |
| 3      | ケイン               | 5      | クリス・ジェリコ         |
| 4      | クリス・ジェリコ     | 3      | ショーン・マイケルズ     |
| 5      | トリプルH            | 2      | ショーン・マイケルズ     |
| 勝者   | ショーン・マイケルズ | 6      |                          |

### 2003年8月24日SummerSlam 2003
世界ヘビー級王座戦
○トリプルH(c) vs ゴールドバーグ vs クリス・ジェリコ vs ショーン・マイケルズ vs ランディ・オートン vs ケビン・ナッシュ
（トリプルHが世界ヘビー級王座を防衛）
| 退場順 | スーパースター       | 入場順 | 退場させたスーパースター |
| 1      | ケビン・ナッシュ     | 4      | ショーン・マイケルズ     |
| 2      | ランディ・オートン   | 3      | ゴールドバーグ           |
| 3      | ショーン・マイケルズ | 2      | ゴールドバーグ           |
| 4      | クリス・ジェリコ     | 1      | ゴールドバーグ           |
| 5      | ゴールドバーグ       | 6      | トリプルH                |
| 勝者   | トリプルH            | 5      |                          |

### 2005年1月9日New Year's Revolution 2005
世界ヘビー級王座戦（特別レフェリー ショーン・マイケルズ）
○トリプルH vs ランディ・オートン vs バティスタ vs クリス・ジェリコ vs クリス・ベノワ vs エッジ
（トリプルHが空位となっていた世界ヘビー級王座を奪取）
| 退場順 | スーパースター     | 入場順 | 退場させたスーパースター |
| 1      | エッジ             | 4      | クリス・ジェリコ         |
| 2      | クリス・ベノワ     | 1      | バティスタ               |
| 3      | クリス・ジェリコ   | 2      | バティスタ               |
| 4      | バティスタ         | 6      | ランディ・オートン       |
| 5      | ランディ・オートン | 5      | トリプルH                |
| 勝者   | トリプルH          | 3      |                          |

### 2006年1月8日New Year's Revolution 2006
WWE王座戦
○ジョン・シナ(c) vs カリート vs クリス・マスターズ vs ショーン・マイケルズ vs ケイン vs カート・アングル
（ジョン・シナがWWE王座を防衛）
| 退場順 | スーパースター       | 入場順 | 退場させたスーパースター     |
| 1      | カート・アングル     | 4      | ショーン・マイケルズ         |
| 2      | ケイン               | 6      | カリート＆クリス・マスターズ |
| 3      | ショーン・マイケルズ | 1      | カリート                     |
| 4      | クリス・マスターズ   | 5      | カリート                     |
| 5      | カリート             | 3      | ジョン・シナ                 |
| 勝者   | ジョン・シナ         | 2      |                              |

### 2006年12月3日ECW December to Dismember 2006
ECW世界王座戦
チェンバー内に各種デスマッチ凶器（有刺鉄線バット、バール、テーブル、パイプ椅子）が用意されていた。
ビッグ・ショー(c) vs ロブ・ヴァン・ダム vs ハードコア・ホーリー vs テスト vs CMパンク vs ボビー・ラシュリー○
（ボビー・ラシュリーがビッグ・ショーからECW世界王座を奪取）
| 退場順 | スーパースター       | 入場順 | 退場させたスーパースター |
| 1      | CMパンク             | 3      | ロブ・ヴァン・ダム       |
| 2      | ハードコア・ホーリー | 2      | テスト                   |
| 3      | ロブ・ヴァン・ダム   | 1      | テスト                   |
| 4      | テスト               | 4      | ボビー・ラシュリー       |
| 5      | ビッグ・ショー       | 6      | ボビー・ラシュリー       |
| 勝者   | ボビー・ラシュリー   | 5      |                          |

### 2008年2月17日No Way Out 2008
世界ヘビー級王座次期挑戦者決定戦
○ジ・アンダーテイカー vs バティスタ vs グレート・カリ vs ビッグ・ダディ・V vs MVP vs フィンレー
ジ・アンダーテイカーがレッスルマニアでの世界ヘビー級王座への挑戦権を獲得
| 退場順 | スーパースター       | 入場順 | 退場させたスーパースター |
| 1      | ビッグ・ダディ・V    | 3      | バティスタ               |
| 2      | ザ・グレート・カリ   | 4      | ジ・アンダーテイカー     |
| 3      | MVP                  | 6      | フィンレー               |
| 4      | フィンレー           | 5      | ジ・アンダーテイカー     |
| 5      | バティスタ           | 2      | ジ・アンダーテイカー     |
| 勝者   | ジ・アンダーテイカー | 1      |                          |

WWE王座次期挑戦者決定戦
○トリプルH vs ジェフ・ハーディー vs ショーン・マイケルズ vs クリス・ジェリコ vs JBL vs ウマガ
トリプルHがレッスルマニアでのWWE王座への挑戦権を獲得
| 退場順 | スーパースター       | 入場順 | 退場させたスーパースター |
| 1      | JBL                  | 4      | クリス・ジェリコ         |
| 2      | ウマガ               | 3      | クリス・ジェリコ         |
| 3      | クリス・ジェリコ     | 1      | ジェフ・ハーディー       |
| 4      | ショーン・マイケルズ | 2      | トリプルH                |
| 5      | ジェフ・ハーディー   | 6      | トリプルH                |
| 勝者   | トリプルH            | 5      |                          |

### 2009年2月15日No Way Out 2009
WWE王座戦
エッジ(c) vs ジェフ・ハーディー vs ウラジミール・コズロフ vs ビッグ・ショー vs ジ・アンダーテイカー vs トリプルH○
(トリプルHがWWE王座を奪取)
| 退場順 | スーパースター         | 入場順 | 退場させたスーパースター |
| 1      | エッジ                 | 1      | ジェフ・ハーディー       |
| 2      | ウラジミール・コズロフ | 3      | ジ・アンダーテイカー     |
| 3      | ビッグ・ショー         | 4      | トリプルH                |
| 4      | ジェフ・ハーディー     | 2      | ジ・アンダーテイカー     |
| 5      | ジ・アンダーテイカー   | 6      | トリプルH                |
| 勝者   | トリプルH              | 5      |                          |

世界ヘビー級王座戦
ジョン・シナ(c) vs クリス・ジェリコ vs レイ・ミステリオ vs ケイン vs マイク・ノックス vs エッジ○
(エッジが世界ヘビー級王座を奪取)
| 退場順 | スーパースター   | 入場順 | 退場させたスーパースター |
| 1      | ケイン           | 3      | レイ・ミステリオ         |
| 2      | マイク・ノックス | 4      | クリス・ジェリコ         |
| 3      | ジョン・シナ     | 6      | エッジ                   |
| 4      | クリス・ジェリコ | 2      | レイ・ミステリオ         |
| 5      | レイ・ミステリオ | 1      | エッジ                   |
| 勝者   | エッジ           | 5      |                          |

### 2010年2月21日Elimination Chamber 2010
WWE王座戦
シェイマス(c) vs トリプルH vs ランディ・オートン vs テッド・デビアス vs コフィ・キングストン vs ジョン・シナ○
（ジョン・シナがWWE王座を奪取）
| 退場順 | スーパースター       | 入場順 | 退場させたスーパースター |
| 1      | ランディ・オートン   | 4      | テッド・デビアス         |
| 2      | テッド・デビアス     | 5      | コフィ・キングストン     |
| 3      | コフィ・キングストン | 1      | シェイマス               |
| 4      | シェイマス           | 2      | トリプルH                |
| 5      | トリプルH            | 3      | ジョン・シナ             |
| 勝者   | ジョン・シナ         | 6      |                          |

世界ヘビー級王座戦
ジ・アンダーテイカー(c) vs CMパンク vs ジョン・モリソン vs レイ・ミステリオ vs Rトゥルース vs クリス・ジェリコ○
（クリス・ジェリコが世界ヘビー級王座を奪取）
| 退場順 | スーパースター       | 入場順 | 退場させたスーパースター |
| 1      | Rトゥルース          | 2      | CMパンク                 |
| 2      | CMパンク             | 1      | レイ・ミステリオ         |
| 3      | レイ・ミステリオ     | 3      | ジョン・モリソン         |
| 4      | ジョン・モリソン     | 5      | ジ・アンダーテイカー     |
| 5      | ジ・アンダーテイカー | 6      | クリス・ジェリコ         |
| 勝者   | クリス・ジェリコ     | 4      |                          |

### 2011年2月20日Elimination Chamber 2011
世界ヘビー級王座戦
○エッジ(c) vs レイ・ミステリオ vs ケイン vs ドリュー・マッキンタイア vs ビッグ・ショー vs ウェイド・バレット
（エッジが世界ヘビー級王座を防衛）
| 退場順 | スーパースター           | 入場順 | 退場させたスーパースター |
| 1      | ウェイド・バレット       | 3      | ビッグ・ショー           |
| 2      | ビッグ・ショー           | 6      | ケイン                   |
| 3      | ドリュー・マッキンタイア | 5      | ケイン                   |
| 4      | ケイン                   | 4      | エッジ                   |
| 5      | レイ・ミステリオ         | 2      | エッジ                   |
| 勝者   | エッジ                   | 1      |                          |

WWE王座第一挑戦者決定戦
○ジョン・シナ vs CMパンク vs ジョン・モリソン vs キング・シェイマス vs ランディ・オートン vs Rトゥルース
（ジョン・シナがレッスルマニア#第27回大会（2011年）Wrestle Mania XXVII "The Biggest WrestleMania Ever"でのWWE王座挑戦権を獲得）
| 退場順 | スーパースター     | 入場順 | 退場させたスーパースター |
| 1      | Rトゥルース        | 5      | キング・シェイマス       |
| 2      | ランディ・オートン | 3      | CMパンク                 |
| 3      | キング・シェイマス | 2      | ジョン・モリソン         |
| 4      | ジョン・モリソン   | 1      | CMパンク                 |
| 5(1)   | CMパンク           | 6(4)   | ジョン・シナ             |
| 勝者   | ジョン・シナ       | 4      |                          |

当初CMパンクは、4番目の登場となったが、レフリーが小部屋のドアを解錠する際に不手際があった。
やっと解錠し小部屋から出るも、ランディー・オートンに待ち伏せ攻撃を喰らい、最初に敗退させられる。
しかし、RAW・GW（ミスティックマン）は、ドアを解錠する際の不手際により、不公平を被ったと指摘。
CMパンク敗退を無効とする裁定を下し、再び小部屋に入った。

### 2012年2月19日Elimination Chamber 2012
WWE王座戦
○CMパンク(c) vs ザ・ミズ vs クリス・ジェリコ vs コフィ・キングストン vs ドルフ・ジグラー vs Rトゥルース
| 退場順 | スーパースター       | 入場順 | 退場させたスーパースター |
| 1      | Rトゥルース          | 4      | CMパンク                 |
| 2      | ドルフ・ジグラー     | 3      | クリス・ジェリコ         |
| 3      | コフィ・キングストン | 2      | クリス・ジェリコ         |
| 4      | クリス・ジェリコ     | 6      |                          |
| 5      | ザ・ミズ             | 5      | CMパンク                 |
| 勝者   | CMパンク             | 1      |                          |

クリス・ジェリコは試合途中にチェンバーの扉が開くアクシデントによりリング下に転落し、フォールされることなく退場した。
世界ヘビー級王座戦
○ダニエル・ブライアン(c) vs サンティーノ・マレラ vs ウェイド・バレット vs コーディ・ローデス vs ビッグ・ショー vs グレート・カリ
| 退場順 | スーパースター       | 入場順 | 退場させたスーパースター |
| 1      | グレート・カリ       | 5      | ビッグ・ショー           |
| 2      | ビッグ・ショー       | 1      | コーディ・ローデス       |
| 3      | コーディ・ローデス   | 3      | サンティーノ・マレラ     |
| 4      | ウェイド・バレット   | 2      | サンティーノ・マレラ     |
| 5      | サンティーノ・マレラ | 4      | ダニエル・ブライアン     |
| 勝者   | ダニエル・ブライアン | 6      |                          |

### 2013年2月17日Elimination Chamber 2013
世界ヘビー級王座第一挑戦権者決定戦
○ジャック・スワガー vs ダニエル・ブライアン vs クリス・ジェリコ vs ランディ・オートン vs ケイン vs マーク・ヘンリー
| 退場順 | スーパースター       | 入場順 | 退場させたスーパースター |
| 1      | ダニエル・ブライアン | 2      | マーク・ヘンリー         |
| 2      | ケイン               | 4      | マーク・ヘンリー         |
| 3      | マーク・ヘンリー     | 6      | ランディ・オートン       |
| 4      | クリス・ジェリコ     | 1      | ランディ・オートン       |
| 5      | ランディ・オートン   | 5      | ジャック・スワガー       |
| 勝者   | ジャック・スワガー   | 3      |                          |

### 2014年2月16日Elimination Chamber 2014
WWE世界ヘビー級王座戦
○ランディ・オートン vs ジョン・シナ vs シェイマス vs ダニエル・ブライアン vs セザーロ（w/ゼブ・コルター） vs クリスチャン
| 退場順 | スーパースター       | 入場順 | 退場させたスーパースター |
| 1      | シェイマス           | 2      | クリスチャン             |
| 2      | クリスチャン         | 4      | ダニエル・ブライアン     |
| 3      | セザーロ             | 1      | ジョン・シナ             |
| 4      | ジョン・シナ         | 5      | ランディ・オートン       |
| 5      | ダニエル・ブライアン | 3      | ランディ・オートン       |
| 勝者   | ランディ・オートン   | 6      |                          |

### 2015年5月31日Elimination Chamber 2015
WWEタッグ王座戦
○ニュー・デイ(ビッグ・E&コフィ・キングストン&エグザビアー・ウッズ)(c) vs ルチャ・ドラゴンズ(カリスト & シン・カラ) vs タイソン・キッド & セザーロ vs プライムタイム・プレイヤーズ (ダレン・ヤング & タイタス・オニール) vs ジ・アセンション(コナー & ビクター) vs ロス・マタドールズ(プリモ & エピコ)（w/エル・トリート）
| 退場順 | チーム                       | 入場順 | 退場させたチーム             |
| 1      | ロス・マタドールズ           | 4      | ジ・アセンション             |
| 2      | ルチャ・ドラゴンズ           | 2      | ジ・アセンション             |
| 3      | ジ・アセンション             | 1      | プライムタイム・プレイヤーズ |
| 4      | タイソン・キッド & セザーロ  | 3      | プライムタイム・プレイヤーズ |
| 5      | プライムタイム・プレイヤーズ | 5      | ニュー・デイ                 |
| 勝者   | ニュー・デイ                 | 6      |                              |

インターコンチネンタル王者戦
○ライバック vs シェイマス vs Rトゥルース vs キング・バレット vs ドルフ・ジグラー vs マーク・ヘンリー
| 退場順 | スーパースター   | 入場順 | 退場させたスーパースター |
| 1      | キング・バレット | 1      | Rトゥルース              |
| 2      | Rトゥルース      | 3      | ライバック               |
| 3      | マーク・ヘンリー | 4      | シェイマス               |
| 4      | ドルフ・ジグラー | 2      | シェイマス               |
| 5      | シェイマス       | 6      | ライバック               |
| 勝者   | ライバック       | 5      |                          |

### 2017年2月12日Elimination Chamber 2017
WWE王座戦
ジョン・シナ(c) vs AJスタイルズ vs ディーン・アンブローズ vs バロン・コービン vs ザ・ミズ vs ブレイ・ワイアット○
| 退場順 | スーパースター         | 入場順 | 退場させたスーパースター |
| 1      | バロン・コービン       | 5      | ディーン・アンブローズ   |
| 2      | ディーン・アンブローズ | 3      | ザ・ミズ                 |
| 3      | ザ・ミズ               | 6      | ジョン・シナ             |
| 4      | ジョン・シナ           | 2      | ブレイ・ワイアット       |
| 5      | AJスタイルズ           | 1      | ブレイ・ワイアット       |
| 勝者   | ブレイ・ワイアット     | 4      |                          |

### 2018年2月25日Elimination Chamber 2018
RAW女子王者戦
○アレクサ・ブリス(c) vs ベイリー vs ミッキー・ジェームス vs マンディ・ローズ vs ソーニャ・デヴィル vs サーシャ・バンクス
| 退場順 | スーパースター       | 入場順 | 退場させたスーパースター |
| 1      | マンディ・ローズ     | 3      | サーシャ・バンクス       |
| 2      | ソーニャ・デヴィル   | 1      | ミッキー・ジェームス     |
| 3      | ミッキー・ジェームス | 5      | ベイリー                 |
| 4      | ベイリー             | 2      | アレクサ・ブリス         |
| 5      | サーシャ・バンクス   | 4      | アレクサ・ブリス         |
| 勝者   | アレクサ・ブリス     | 6      |                          |

WWEユニバーサル王座挑戦者決定戦
○ロマン・レインズ vs ジョン・シナ vs ブラウン・ストローマン vs イライアス vs セス・ロリンズ vs フィン・ベイラー vs ザ・ミズ
| 退場順 | スーパースター         | 入場順 | 退場させたスーパースター |
| 1      | ザ・ミズ               | 1      | ブラウン・ストローマン   |
| 2      | イライアス             | 7      | ブラウン・ストローマン   |
| 3      | ジョン・シナ           | 4      | ブラウン・ストローマン   |
| 4      | フィン・ベイラー       | 3      | ブラウン・ストローマン   |
| 5      | セス・ロリンズ         | 2      | ブラウン・ストローマン   |
| 6      | ブラウン・ストローマン | 6      | ロマン・レインズ         |
| 勝者   | ロマン・レインズ       | 5      |                          |

### 2019年2月17日Elimination Chamber 2019
WWE・女子タッグチーム王座 初代王者決定戦
○ザ・ボス・アンド・ハグ・コネクション（ベイリー & サーシャ・バンクス）vs ナオミ & カーメラ vs ジ・アイコニックス（ビリー・ケイ & ペイトン・ロイス) vs ザ・ライオット・スクワッド (リヴ・モーガン & サラ・ローガン) vs ナイア・ジャックス & タミーナ vs マンディ・ローズ & ソーニャ・デヴィル
| 退場順 | チーム                                | 入場順 | 退場させたチーム                                                            |
| 1      | ナオミ & カーメラ                     | 5      | ジ・アイコニックス                                                          |
| 2      | ジ・アイコニックス                    | 4      | ナイア・ジャックス & タミーナ                                               |
| 3      | ザ・ライオット・スクワッド            | 3      | ナイア・ジャックス & タミーナ                                               |
| 4      | ナイア・ジャックス & タミーナ         | 6      | ザ・ボス・アンド・ハグ・コネクション、マンディ・ローズ & ソーニャ・デヴィル |
| 5      | マンディ・ローズ & ソーニャ・デヴィル | 2      | ザ・ボス・アンド・ハグ・コネクション                                        |
| 勝者   | ザ・ボス・アンド・ハグ・コネクション  | 1      |                                                                             |

WWE王座戦
○ダニエル・ブライアン (c) vs AJスタイルズ vs ジェフ・ハーディー vs ランディ・オートン vs サモア・ジョー vs コフィ・キングストン
| 退場順 | スーパースター       | 入場順 | 退場させたスーパースター |
| 1      | サモア・ジョー       | 1      | AJスタイルズ             |
| 2      | ジェフ・ハーディー   | 5      | ダニエル・ブライアン     |
| 3      | AJスタイルズ         | 4      | ランディ・オートン       |
| 4      | ランディ・オートン   | 6      | コフィ・キングストン     |
| 5      | コフィ・キングストン | 3      | ダニエル・ブライアン     |
| 勝者   | ダニエル・ブライアン | 2      |                          |